# 李梅素
李梅素（1959年4月17日—），河北新乐人，中國女子鉛球運動員，於1988年夏季奧運會奪得銅牌。
她還獲得1982年和1998年亞運金牌，在1998年亞洲錦標賽和1997年東亞運動會亦獲得金牌。
她的個人最好成績為21.76公尺，也是亞洲紀錄。

## 外部連結
- 李梅素在的頁面